# Забуковица
Забуковица (словен. Zabukovica) је насељено место у општини Жалец, Савињска регија, Словенија.

## Историја
До територијалне реорганизације у Словенији била је у саставу старе општине Жалец.

## Становништво
У попису становништва из 2011. године, Забуковица је имала 1.009 становника.
| Број становника према пописима | Број становника према пописима | Број становника према пописима |
| ------------------------------ | ------------------------------ | ------------------------------ |
| 1991                           | 2002                           | 2011                           |
| 810                            | 931                            | 1.009                          |

Напомена: Године 2016. извршена је мања размена територије између насеља Забуковица и Касазе.